# Callyspongiidae
Famille
Les Callyspongiidae forment une famille de spongiaires de l'ordre Haplosclerida.

## Liste des genres
Selon World Register of Marine Species (14 avril 2016) :
- genre Arenosclera Pulitzer-Finali, 1982
- genre Callyspongia Duchassaing & Michelotti, 1864
- genre Dactylia Carter, 1885
- genre Siphonochalina Schmidt, 1868